# Starokatolická farnost Brno
Starokatolická farnost Brno je farnost Starokatolické církve v České republice.
Starokatolická náboženská obec se v Brně konstituovala od počátku 20. století. 9. září 1901 se zde konala první starokatolická bohoslužba a 8. září 1907 byla rozhodnutím církevního synodu v Brně zřízena filiální obec podléhající farnosti ve Vídni, která byla státem uznána 8. května 1911. Duchovně byla nejprve spravována z Vídně nebo ze Šumperku, od roku 1912 měla vlastního duchovního. Od roku 1919 byla filiální obec přidělena k farnosti v Šumperku a v roce 1920 bylo rozhodnuto o vytvoření samostatné farnosti, což bylo úředně schváleno 19. července 1921. V letech 1939–1945 byla farnost vyňata z podřízenosti biskupství ve Varnsdorfu a podléhala starokatolickému biskupství ve Vídni. Až do roku 1945 tvořili její členstvo vesměs věřící německé národnosti o maximálním počtu 650.
Po roce 1945 církev v Brně přišla kvůli vysídlení Němců z Československa o podstatnou část věřících, farnost samotná však nezanikla, přestože skomírala. I po roce 1989 trpí úbytkem věřících. Roku 1999 ve Zlíně založena filiální obec podléhající brněnské farnosti, ale v roce 2009 se od ní oddělila jako samostatná farnost.
Bohoslužby se konaly nejprve v Městském oratoriu v Dominikánské ulici, od roku 1920 pak postupně na 16 dalších místech. Plány na stavbu vlastního kostela v meziválečném období se neuskutečnily pro nedostatek financí. Nejnověji se bohoslužby konají v kapli sv. Cyrila a Metoděje v Brně-Bohunicích.